# Vorța
Vorța é uma comuna romena localizada no distrito de Hunedoara, na região histórica da Transilvânia. A comuna possui uma área de 102.86 km² e sua população era de 1002 habitantes segundo o censo de 2007.